# Monsieur (roman)
Pour les articles homonymes, voir Monsieur (homonymie).
Monsieur est un roman de Jean-Philippe Toussaint paru le 1er septembre 1986 aux éditions de Minuit.

## Réception critique
À sa parution, Monsieur – qui constitue le deuxième roman, attendu, de l'auteur après le succès critique immédiat de La Salle de bain publié l'année précédente – reçoit des jugements très positifs de la presse française qui le qualifie de « surprenant, [...] miracle de concision et de drôlerie » soulignant tout particulièrement le ton singulier et la verve humoristique de Jean-Philippe Toussaint,. Ce roman est l'un des plus traduits de son auteur à l'étranger – en dix-neuf langues –, notamment en Asie où il a rencontré un grand succès (avec La Salle de bain) et entraîna l'obtention pour Jean-Philippe Toussaint d'une résidence d'écriture à la villa Kujoyama au Japon en 1996.

## Adaptation
L'écrivain adapte son roman au cinéma en réalisant son deuxième film Monsieur, avec Dominic Gould dans le rôle-titre, sorti en 1990.

## Éditions
- Les Éditions de Minuit, 1986  (ISBN 9782707310965).